# 瞳孔括約筋
瞳孔括約筋（どうこうかつやくきん、英: sphincter pupillae muscles）は、虹彩筋に含まれる虹彩を調節して瞳孔を調節する筋肉。
輪走している筋で、副交感神経（動眼神経）の支配を受け、縮瞳を起こす。